# Лаборатория Джона Герберта Джонса
Лаборатория Джона Герберта Джонса (англ. The George Herbert Jones Laboratory) ― учебный корпус в Чикаго, штат Иллинойс. Кабинет лаборатории № 405, место, где впервые был выделен химический элемент плутоний, был внесён в Национальный реестр исторических мест США в 1967 году.

## Описание
Лаборатория Джорджа Герберта Джонса расположена в главном кампусе Чикагского университета, между 58-Ист-стрит и 57-Ист-стрит. Четырехэтажное каменное здание лаборатории было построено в 1928-1929 годах как учебное помещение для сотрудников университета. Кабинет 405 представляет собой помещение на четвертом этаже размером примерно 1,8 м на 2,7 м. Вход в кабинет осуществляется через деревянную дверь со стеклянным окном. В вестибюле лаборатории Джонса хранится коллекция специализированного оборудования, использовавшегося для проведения измерений и выделения плутония в кабинете 405.

## История
В рамках Манхэттенского проекта химики Чикагского университета начали изучать недавно полученный радиоактивный элемент - плутоний. 18 августа 1942 года в кабинете 405 группа под руководством физика Гленна Сиборга впервые выделила новый элемент. Измерения, проведенные 10 сентября 1942 года, позволили химикам определить атомный вес плутония. Этот шаг в истории сделал возможным создание ядерной энергетики и ядерного оружия.
Эти памятные дни войдут в историю науки как первое появление искусственного элемента и первое выделение взвешенного количества рукотворно полученного изотопа любого [химического] элемента.Гленн Сиборг
Оригинальный текст (англ.)These memorable days will go down in scientific history to mark the first sight of a synthetic element, and the first isolation of a weighable amount of an artificially produced isotope of any element.
Кабинет 405 стал объектом Национального реестра исторических мест США под номером 67000005 28 мая 1967 года.
В 1973 году в здании лаборатории произошёл взрыв, затронувший подвал и первый этаж, однако кабинет 405 не пострадал.
В 1980-х годах Министерство энергетики США провело обработку лаборатории Джона Джонса, устранив практически все радиоактивные отходы времён Второй Мировой войны в здании.